# Beatrice Lillie
Beatrice Lillie (Toronto, 29 maggio 1894 – Henley-on-Thames, 20 gennaio 1989) è stata un'attrice canadese naturalizzata britannica.

## Carriera
Attrice dotata di un naturale talento comico, debuttò sui palcoscenici londinesi nel 1914. Dieci anni dopo sarebbe approdata a New York, in una serie di riviste prodotte da André Charlot, piene di sketch e di canzoni. Dagli anni venti agli anni quaranta si esibì con successo sia negli Stati Uniti che nel Regno Unito, interpretando commedie di autori come Noël Coward (Spirito allegro) e Cole Porter (Seven Lively Arts).
Durante la seconda guerra mondiale lavorò in modo indefesso per intrattenere le truppe. Nel 1953 vinse un Tony Award con lo spettacolo An Evening with Beatrice Lillie.

## Relazioni e matrimoni
Beatrice Lillie si sposò il 20 gennaio 1920 con Sir Robert Peel, quinto baronetto. Alla fine si separò dal marito, senza mai divorziare (lui sarebbe morto nel 1934). Il loro unico figlio, Sir Robert Peel, sesto baronetto, rimase ucciso nel 1942 durante una missione a bordo della HMS Tenedos in Colombo Harbour, Ceylon (ora Sri Lanka).
Ricevette la tragica notizia poco prima di entrare in scena (si stava esibendo per le truppe americane), ma si rifiutò di posticipare la sua performance dichiarando che "avrebbe pianto domani".
Nel 1948 si legò all'attore e cantante John Philip Huck, di circa trent'anni più giovane di lei.

## Ritiro
Dopo aver interpretato il film Millie (1967), si ritirò dalle scene ai primi sintomi dell'alzheimer. Morì il 20 gennaio 1989, che era anche la data del suo anniversario di matrimonio, ad Henley-on-Thames. Huck morì d'infarto 31 ore dopo, e fu sepolto vicino alla moglie nella cappella della famiglia Peel nei pressi di Peel Fold, Blackburn.

## Curiosità
Beatrice Lillie ritornò in Inghilterra l'aprile del 1944, per casualità, sullo stesso aeroplano che prese Ernest Hemingway di ritorno da l'ennesimo report di guerra. Anche Gertrude Lawrence era sullo stesso aereo.

## Filmografia

### Attrice
- Exit Smiling, regia di Sam Taylor (1926)
- Rivista delle nazioni (The Show of Shows), regia di John G. Adolfi (1929)
- Are You There?, regia di Hamilton MacFadden (1930)
- Dr. Rhythm, regia di Frank Tuttle (1938)
- On Approval, regia di Clive Brook (1944)
- Il giro del mondo in 80 giorni (Around the World in Eighty Days), regia di Michael Anderson (1956)
- Millie (Thoroughly Modern Millie), regia di George Roy Hill (1967)

### Film e documentari con Beatrice Lillie (parziale)
- Beatrice Lillie cortometraggio (1929)
- Paramount Headliner: Broadway Highlights No. 1, regia di Fred Waller (1935)
- Broadway Highlights No. 2, regia di Fred Waller (1935)

## Riconoscimenti
Per il suo contributo alla storia del cinema, Beatrice Lillie ha una stella nella Hollywood Walk of Fame al numero 6404 di Hollywood Boulevard.

## Tony Awards
- 1953 : Riconoscimento speciale — An Evening With Beatrice Lillie (Una serata con Beatrice Lillie) (vinto)
- 1958 : Best Leading Actress in a Musical — Ziegfeld Follies of 1957 (nomination)
- 1964 : Best Leading Actress in a Musical — High Spirits (nomination)